# سارة كاريجان
سارة كاريجان (بالإنجليزية: Sara Carrigan) مواليد 7 سبتمبر 1980 في نيوساوث ويلز، أستراليا، هي متسابقة أسترالية في صنف سباق الدراجات على الطريق. شاركت في دورة الألعاب الأولمبية الصيفية وفازت بميدالية أولمبية.

## الميداليات
| الميدالية | المسابقة                       |
| --------- | ------------------------------ |
| ذهبية     | الألعاب الأولمبية الصيفية 2004 |

## روابط خارجية
- سارة كاريجان على موقع الاتحاد الدولي للدراجات (الإنجليزية)
- سارة كاريجان على موقع أرشيف الدراجات (الإنجليزية)
- سارة كاريجان على موقع إحصائيات الدراجات الإحترافية (الإنجليزية)
- سارة كاريجان على موقع نسبة الدراجات (الإنجليزية)
- سارة كاريجان على موقع CycleBase (الإنجليزية)
- سارة كاريجان على موقع أوليمبيديا (الإنجليزية)
- سارة كاريجان على موقع اللجنة الأولمبية الأسترالية (الإنجليزية)
- سارة كاريجان على موقع اتحاد ألعاب الكومنولث (مؤرشف) (الإنجليزية)
- سارة كاريجان على موقع دورة ألعاب الكومنولث 2006 (مؤرشف) (الإنجليزية)
- Australian Cycling Federation Profile